# Cindy Bentley
Cindy Bentley (geboren am 18. Oktober 1957 in Milwaukee, Vereinigte Staaten) ist eine US-amerikanische Behindertensportlerin. Sie repräsentierte die Vereinigten Staaten mehrmals bei Special Olympics World Summer Games und gewann zahlreiche Gold-, Silber- und Bronzemedaillen.

## Leben
Bentley wurde 1957 mit Alkoholembryopathie, einer Zerebrallähmung und einer geistigen Behinderung geboren. Ihre Lebenserwartung bei der Geburt betrug nur 24 Stunden.
Ihren Vater lernte sie nie kennen. Bei ihrer Mutter, einer Drogen- und Alkoholabhängigen, war sie nur kurz, dann musste diese ins Gefängnis. Bentley verbrachte daher ihre frühe Kindheit in mehreren Pflegefamilien. Als sie zwei Jahre alt war, zündete eine geistig verwirrte Pflegemutter die Kleidung des Mädchens an. Es folgte ein sechsmonatiger Krankenhausaufenthalt mit neun Operationen und Hauttransplantationen. Die Narben, die zurückblieben, erschreckten später ihre Klassenkameraden so, dass diese im Schwimmunterricht nicht mit Bentley in dasselbe Becken steigen wollten.
Mit acht Jahren kam sie in ein Heim, das Southern Wisconsin Center for the Developmentally Disabled. Dort trainierte ihre Freizeittherapeutin Christine Glader sie Ende der 1960er Jahre für Kurzstreckenläufe.  Später ermunterte man Bentley, an Special Olympics Wettkämpfen teilzunehmen.
Bentleys Selbstvertrauen wuchs mit den Erfolgen. Sie verließ das Heim und lebt seit 1987 in ihrer eigenen Wohnung ein unabhängiges Leben. Sie hatte immer Arbeit, unter anderem in Kaufhäusern, Restaurants und in der Kinderbetreuung.
Als Bentley 18 Jahre alt war, starb ihre Mutter an Leberzirrhose.
2012 wurde bei Bentley Brustkrebs festgestellt. Sie begriff dies als eine neue Herausforderung und durchlebte Bestrahlungen und Chemotherapie, bevor sie zum Sport zurückkehren konnte.
Bentley ist katholisch. Sie lebt allein in einem Vorort von Milwaukee. Bei Tätigkeiten wie Einkaufen, Bezahlen von Rechnungen und anderem wird sie von einer Pflegerin oder einem Pfleger unterstützt.

## Werdegang als Sportlerin
1970, als sie 12 Jahre alt war, gewann Bentley bei den Special Olympics World Summer Games in Chicago ihre ersten beiden Goldmedaillen.
Mitte der 1980er Jahre kam Bentley in eine Wohngruppe in Milwaukee und wurde Mitglied des Special Olympic North Suburban Team. Dies verschaffte ihr enormen Auftrieb: Schon bald trainierte sie das ganze Jahr über in verschiedenen Sportarten, darunter Fußball, Schneeschuhlaufen, Bowling, Softball und Schwimmen.
Durch eisernes Training und großen Einsatz gewann sie Medaillen in Basketball, Leichtathletik, Eisschnelllauf, Schneeschuhlaufen, Volleyball, Fußball, Softball und Tennis.  Ihre Medaillen verschenkt Bentley an Menschen, die sie bewundert oder die ihre Unterstützung brauchen. Einige hat sie in Särge von Frauen gesteckt, die wie ihre eigene Mutter, den Kampf gegen die Sucht nicht gewonnen haben. Eine hängte sie dem Präsidenten Georg W. Bush um den Hals.
Bei den Special Olympics World Summer Games 1995 trug sie zusammen mit dem Olympiasieger und ehemaligen Eisschnellläufer Dan Jansen die amerikanische Flagge.
Vor den Special Olympics World Winter Games 2001 entzündete sie in Griechenland die Special Olympics Fackel, die dort ihren Weg zum Austragungsort Anchorage (Alaska) begann.
2021 konnte Bentley auf fast fünf Jahrzehnte Aktivitäten bei Special Olympics zurückblicken.

## Engagement und Ämter
Bentley setzte sich immer wieder für Menschen mit geistiger Behinderung ein, deren Welt sie aus eigener Erfahrung und mit großem Engagement schildern kann. So qualifizierte sie sich für Aufgaben, die sie stark ins Licht der Öffentlichkeit stellten: Sie wurde als erste Athletin Mitglied des Vorstandes von Special Olympics Wisconsin. Anfang der 2000er Jahre reiste sie als Botschafterin für Special Olympics um die Welt und trug den Titel Special Olympics Sargent Shriver International Global Messenger. In dieser Eigenschaft war sie zweimal im Weißen Haus eingeladen: 2000 bei Präsident Bill Clinton und im folgenden Jahr bei Präsident George W. Bush.
So wurde man auch außerhalb von Special Olympics auf sie aufmerksam. Sie wurde Leiterin des Wisconsin Board for People with Developmental Disabilities, einer sehr aktiven bundesstaatlichen Agentur.
Ehrenamtlich ist sie in vielen Selbsthilfeorganisationen engagiert, unter anderem im Shade Tree Family Resource Center in Milwaukee.
Außerdem ist sie Mitgründerin und Leiterin von People First, einer Interessengruppe in Milwaukee, die behinderte Menschen dazu ermutigt, sich für ihre Rechte einzusetzen. Unter anderem gibt es alle drei Monate ein Treffen mit Mitarbeiterinnen und Mitarbeitern des Gouverneurs.

## Auszeichnungen
- 1991: Special Olympics International Athletin des Jahres[3]
- 2013: Life Navigators Challenger Honoree Award[5]
- 2016: Als erste und einzige Athletin aufgenommen in die Dennis H. Alldridge Hall of Fame[8]